# Linia kolejowa nr 681
Linia kolejowa 681 – pierwszorzędna, jednotorowa, zelektryfikowana linia kolejowa znaczenia państwowego łącząca posterunki odgałęźne Nowa Wieś i Stare Koźle.
Linia w całości została zaklasyfikowana do kompleksowej sieci transportowej TEN-T.